# Comuna de Bogoria
Bogoria (polaco: Gmina Bogoria) é uma gminy (comuna) na Polónia, na voivodia de Santa Cruz e no condado de Staszów. A sede do condado é a cidade de Bogoria.
De acordo com os censos de 2004, a comuna tem 8059 habitantes, com uma densidade 65,3 hab/km².

## Área
Estende-se por uma área de 123,41 km², incluindo:
- área agricola: 70%
- área florestal: 24%

## Demografia
Dados de 30 de Junho 2004:
|                      | Total   | Total | Mulheres | Mulheres | Homens  | Homens |
| -------------------- | ------- | ----- | -------- | -------- | ------- | ------ |
|                      | pessoas | %     | pessoas  | %        | pessoas | %      |
| População            | 8059    | 100   | 4006     | 49,7     | 4053    | 50,3   |
| Densidade (pop./km²) | 65,3    | 100   | 32,5     | 32,5     | 32,8    | 32,8   |

De acordo com dados de 2005, o rendimento médio per capita ascendia a 2027,92 zł.

## Comunas vizinhas
- Iwaniska, Klimontów, Raków, Staszów